# Textgrammatik
Die Textgrammatik ist eine Forschungsrichtung der Textlinguistik, die versucht, die Grammatik, die traditionell ein Regelwerk zur Analyse und/oder Erzeugung von Sätzen war, auf die Ebene der Texte zu erweitern.
Zugrunde liegt die Beobachtung, dass zwischen den Sätzen eines Textes eine Reihe von Beziehungen bestehen, die für einen grammatischen und semantischen Zusammenhang zwischen ihnen sorgen und die willkürlich zusammengewürfelte Sätze verschiedener Quellen nicht aufweisen.
Mit dem Begriff der Textgrammatik verband sich die Hoffnung, über die Ebene der Sätze hinaus grammatische Beziehungen definieren zu können. In diesem Sinne definiert Harro Gross Textgrammatik als „Textsyntax und Textsemantik“.

## Aspekte und Kritik der Textgrammatik
Bei der Betrachtung der satzübergreifenden Beziehungen zwischen Sätzen kommen die Phänomene des Textverweises in den Blick: Anaphern, Kataphern, satzverbindende Konjunktionen und Isotopien. Dieser Ansatz wird als unzureichend betrachtet: „Das Ziel der Forschungen zur Textgrammatik bestand im Wesentlichen in dem Versuch, syntaktische und semantische Regeln zur Erzeugung und Interpretation sowie Kriterien für die Grammatikalität und Wohlgeformtheit von Texten zu ermitteln. Dieses Ziel der Textgrammatik wurde in allen entscheidenden Punkten verfehlt.“ Grund für diese Beurteilung ist, dass ein Text sich nicht auf die grammatischen und semantischen Regularitäten reduzieren lässt, sondern weitere Kenntnissysteme wie Textpragmatik und Textthema zusätzlich berücksichtigt werden müssen. Bedeutsam bleiben die Überlegungen zur Textgrammatik jedoch als integraler Bestandteil einer weiter gefassten Textlinguistik/Texttheorie.

## Weinrichs Textgrammatik
Einen ganz eigenen Versuch hat Weinrich (1993) mit seiner Textgrammatik vorgelegt. Es handelt sich hier nicht um Textgrammatik im Sinne einer linguistischen Disziplin, sondern um den Versuch, eine Grammatik aus einer im Vergleich zu anderen Ansätzen veränderten Perspektive zu schreiben – aus der Perspektive des Textes bzw. seiner kohäsiven, den Text verflechtenden Mittel.
Weinrich behandelt darin in weiten Teilen die klassischen Themen der Grammatik: Morphologie und Syntax, geht dabei aber auch von dialogischen Texten aus, was besonders deutlich in Kapitel 8: Syntax des Dialogs zum Ausdruck kommt. Er bezeichnet sein Werk dementsprechend auch als Dialoggrammatik.